# Phaeophlebosia furcifera
Phaeophlebosia furcifera är en fjärilsart som beskrevs av Walker 1854. Phaeophlebosia furcifera ingår i släktet Phaeophlebosia och familjen björnspinnare. Inga underarter finns listade i Catalogue of Life.